# Olympiska sommarspelen 1988
Olympiska sommarspelen 1988 var de tjugofjärde moderna olympiska spelen och hölls i Seoul i Sydkorea.

## Värt att notera
- De Olympiska sommarspelen hade 1976, 1980 och 1984 drabbats av bojkotter, vilket skedde även denna gång men den här gången av endast sex länder – Nordkorea, Kuba, Etiopien, Nicaragua, Madagaskar och Seychellerna.
- Kanadensaren Ben Johnson som vann 100 m på världsrekordtid, avslöjades vara dopad med anabola steroider, diskvalificerades och fråntogs både medalj och världsrekordsnoteringar.
- Simmerskan Kristin Otto, Östtyskland vann sex guld och blev därmed den segerrikaste under tävlingarna. Andra framgångsrika simmare var Matt Biondi, USA med fem guld och Janet Evans, USA med tre.
- Anthony Nesty från Surinam erövrade sitt lands första olympiska medalj genom sin överraskande seger på 100 m fjärilsim. Han blev dessutom den förste färgade simmare att ta medalj.
- Sprintern Florence Griffith Joyner, USA erövrade tre guld och ett silver.
- Christa Rothenburger, DDR, blev den första och enda deltagare som lyckas erövra en olympisk medalj samma år vid såväl vinter- som sommarspel. Hon lägger ett cykelsilver till det guld hon vann på skridsko i Calgary.
- Den amerikanske simhopparen Greg Louganis lyckas med att erövra båda simhoppsgulden i två på varandra följande Olympiska spel. Vid försöken på 3 m-svikten slog han huvudet i svikten vid ett baklängeshopp. Trots detta gick han till final och tog guld.
- Tennis gjorde comeback som olympisk gren efter 64 år, och Steffi Graf, Västtyskland kompletterade sina fyra Grand Slam-titlar under året med ett olympiskt guld. På herrsidan vann Miloslav Mečíř, Tjeckoslovakien.
- Bordtennis gjorde olympisk debut.
- Inom gymnastiktävlingarna tog Vladimir Artemov, Sovjetunionen hem fyra guld och Daniela Silivas, Rumänien tre.
- Peter Seisenbacher, Österrike och Hitoshi Saito, Japan blev första judokas att försvara sina OS-titlar.
- Svenska florettfäktaren Kerstin Palm (utslagen i försöken) blev första kvinna att ha deltagit i sju Olympiska spel.
- Två bulgariska tyngdlyftare (Mitko Grablev och Angel Guenchev) fråntogs sina guldmedaljer efter positiva dopingprov. Det bulgariska laget avbröt deltagandet och åkte hem till följd av proverna.
- För första gången tog Indonesien en olympisk medalj. Den kom i damernas bågskytte. Lilies Handayani, Nurfitriyana Saiman och Kusuma Wardhani tar silver i lagtävlingen. De vann skiljetävling om silver mot USA med 72-67.
- För första gången sedan 1904 blev Sverige utan guldmedaljer.[1]

## Sporter
| - Basket - Bordtennis - Boxning - Brottning - Bågskytte - Cykling - Fotboll - Friidrott - Fäktning | - Gymnastik - Handboll - Judo - Kanot/kajak - Konstsim - Landhockey - Modern femkamp - Ridsport - Rodd | - Segling - Simhopp - Simning - Skytte - Tennis - Tyngdlyftning - Vattenpolo - Volleyboll |

### Demonstrationssporter
- Badminton
- Baseboll
- Bowling
- Judo (damer)
- Taekwondo
- Rullstolsracing

## Medaljfördelning
| Plac. | Land          | Guld | Silver | Brons | Totalt antal medaljer |
| ----- | ------------- | ---- | ------ | ----- | --------------------- |
| 1     | Sovjetunionen | 55   | 31     | 46    | 132                   |
| 2     | Östtyskland   | 37   | 35     | 30    | 102                   |
| 3     | USA           | 36   | 31     | 27    | 94                    |
| 4     | Sydkorea      | 12   | 10     | 11    | 33                    |
| 5     | Västtyskland  | 11   | 14     | 15    | 40                    |
| 6     | Ungern        | 11   | 6      | 6     | 23                    |
| 7     | Bulgarien     | 10   | 12     | 13    | 35                    |
| 8     | Rumänien      | 7    | 11     | 6     | 24                    |
| 9     | Frankrike     | 6    | 4      | 6     | 16                    |
| 10    | Italien       | 6    | 4      | 4     | 14                    |

## Deltagande nationer
Totalt deltog 159 länder i spelen 1988. Amerikanska Samoa, Aruba, Cooköarna, Guam, Maldiverna, Saint Vincent och Grenadinerna, Sydjemen och Vanuatu debuterade vid dessa spel.
| | | | |
| - Afghanistan - Algeriet - Amerikanska Jungfruöarna - Amerikanska Samoa - Andorra - Angola - Antigua och Barbuda - Argentina - Aruba - Australien - Bahamas - Bahrain - Bangladesh - Barbados - Belgien - Belize - Benin - Bermuda - Bhutan - Bolivia - Botswana - Brasilien - Brittiska Jungfruöarna - Bulgarien - Burkina Faso - Burma - Caymanöarna - Centralafrikanska republiken - Chile - Colombia - Cooköarna - Costa Rica - Cypern - Danmark - Djibouti - Dominikanska republiken - Ecuador - Egypten - Elfenbenskusten - El Salvador | - Ekvatorialguinea - Fiji - Filippinerna - Finland - Frankrike - Förenade arabemiraten - Gabon - Gambia - Ghana - Grekland - Grenada - Guam - Guatemala - Guinea - Guyana - Haiti - Honduras - Hongkong - Indien - Indonesien - Iran - Irak - Irland - Island - Israel - Italien - Jamaica - Japan - Jordanien - Jugoslavien - Kamerun - Kanada - Kenya - Kina - Kinesiska Taipei - Kongo-Brazzaville - Kuwait - Laos - Lesotho - Libanon | - Liberia - Libyen - Liechtenstein - Luxemburg - Malawi - Malaysia - Maldiverna - Mali - Malta - Marocko - Mauretanien - Mauritius - Mexiko - Moçambique - Monaco - Mongoliet - Nederländerna - Nederländska Antillerna - Nepal - Niger - Nigeria - Norge - Nordjemen - Nya Zeeland - Oman - Pakistan - Panama - Papua Nya Guinea - Paraguay - Peru - Polen - Portugal - Puerto Rico - Qatar - Rumänien - Rwanda - Saint Vincent och Grenadinerna - Salomonöarna - San Marino - Saudiarabien | - Schweiz - Senegal - Sierra Leone - Singapore - Somalia - Sovjetunionen - Spanien - Sri Lanka - Storbritannien - Sudan - Surinam - Sverige - Swaziland - Sydjemen - Sydkorea - Syrien - Tanzania - Tchad - Thailand - Tjeckoslovakien - Togo - Tonga - Trinidad och Tobago - Tunisien - Turkiet - Uganda - Ungern - Uruguay - USA - Vanuatu - Venezuela - Vietnam - Västra Samoa - Västtyskland - Zaire - Zambia - Zimbabwe - Österrike - Östtyskland |

- Brunei deltog även de vid invignings- och avslutningsceremonin för första gången, men deras delegation bestod endast av en domare i simning och inga idrottare.

### Bojkottande nationer
Efter uppmuntran från Kubas president Fidel Castro så krävde Nordkorea att de skulle få vara medarrangörer vid spelen. IOK träffade representanter för Nordkorea och Sydkorea vid två tillfällen, men eftersom de nordkoreanska kraven varken kunde accepteras av IOK eller Sydkorea så förblev det Seoul som blev ensam värd för spelen. I protest mot detta bojkottade Nordkorea och några andra länder spelen. Albanien och Seychellerna valde dock att inte officiellt delta i den av Nordkorea ledda bojkotten av rädsla för sanktioner från IOK, men de ställde aldrig upp i spelen. Madagaskar var anmälda att delta, men vid invigningsceremonin så saknades de då de valde att delta i bojkotten.
Följande sju länder deltog inte i spelen 1988.
|                                                                                  |  |  |  |
| - Albanien - Etiopien - Kuba - Madagaskar - Nicaragua - Nordkorea - Seychellerna |  |  |  |